# Імені Бабушкіна
Імені Ба́бушкіна (рос. Имени Бабушкина) — село, центр Бабушкінського району Вологодської області, Росія. Адміністративний центр Бабушкінського сільського поселення.

## Географія
Розташоване на березі річки Леденьга, за 249 км на схід від Вологди.

## Історія
Село від початку називалося Леденгське, за назвою річки Леденьги. Солоні підземні моря в надрах земель по річці Леденьга відкрилися людям ще в XV столітті. З тих часів на чотири століття солеваріння стало головним заняттям леденгівців. Ймовірно, з цієї ж причини в списку населених пунктів Вологодської губернії, за станом на 1859 рік село зазначено під номером 9849 як Леденгський Солеварний Завод.
Згідно з книгою «Родословие Вологодской деревни», село пустувало до 1640-их років протягом ста років через закинуті соляні промисли. У 1623 році в джерелах, за відомостями цієї книги, відзначається наявність пустки при погості Спаському на Леденьгі. У той період територія села входила до складу Вотченської волості Тотемського повіту.
Згодом тут виникли цілі династії давньоруських інженерів. Вони передбачили багато прийомів бурової техніки, що використовуються дотепер. За допомогою дерев'яних труб леденгівцям вдавалося добувати розсоли майже з 500-метрової глибини.
За часів роботи у департаменті Гірничих й Соляних справ (1820—1828 роки) батька великого композитора Іллю Петровича Чайковського, ним було відкрито перше училище, духовий оркестр, було розроблено перший план забудови села, він чимало дбав про благоустрій села й намагався поліпшити умови праці на промислах.
У 1841 році в районі були влаштовані перші лікувальні ванни. Цілющі властивості підземних вод стали основою для створення в цих краях бальнеологічних санаторіїв і курортів.
Станом на 1881 році село Леденгське складало Леденгську волость Тотемського повіту.
Згідно з переписом населення 1897 року в селі (зазначеному у звіті як Леденгськ, Леденгське, Усольє) мешкало 1367 осіб: 680 чоловіків і 687 жінок.
Вихідцем з родини солеварів був більшовик Іван Бабушкін. 25 березня 1941 року село було перейменовано на його честь.
У 2000 році частина села імені Бабушкіна була приєднана до сусіднього селища Юрманга.

## Населення
Населення — 4035 осіб (2010; 4105 у 2002).
Національний склад (станом на 2002 рік):
- росіяни — 98 %

| Чисельність населення | Чисельність населення | Чисельність населення | Чисельність населення | Чисельність населення | Чисельність населення | Чисельність населення | Чисельність населення |
| 1859                  | 1897                  | 1 959                 | 1970                  | 1979                  | 1989                  | 2002                  | 2010                  |
| --------------------- | --------------------- | --------------------- | --------------------- | --------------------- | --------------------- | --------------------- | --------------------- |
| 1374                  | 1367                  | 2227                  | 2446                  | 3640                  | 4487                  | 4105                  | 4035                  |

## Промисловість
Широко розвинена лісова інфраструктура.

## Пам'ятки
- Санаторій Леденгськ, засновано в 1989 році і відомий на всю область і навіть за її межами. Розташований в новій будівлі на березі річки Леденьгі.
- Пам'ятник, встановлений на честь ювілею космонавта Павла Бєляєва .
- Будинок-музей Івана Бабушкіна, присвячений історії села та життя його мешканців в XIX столітті.

## Персоналії
- Бабушкін Іван Васильович (1873—1906) — більшовицький діяч, терорист, один із спільників В. Леніна.